# Paul Plontke
Paul Plontke (* 18. Juni 1884 in Breslau; † 29. März 1966 in  Erlangen), schlesischer Madonnenmaler genannt, war ein deutscher Grafiker, Kirchenmaler, Maler, Plakatkünstler und Kunstprofessor.

## Leben
Nach seinem Studium bei Eduard Kaempffer in Breslau studierte Plontke ab 1902 u. a. bei Carl Bantzer, Hermann Prell und Willy Jaeckel. Nach dem Tode des Malers Paul Hoecker diente das Hoecker-Haus ab 1910 als Atelier verschiedenen Malern, u. a. auch Paul Plontke.
Er entwarf im Auftrag des Kölner Schokoladeproduzenten Ludwig Stollwerck Sammelbilder für Stollwerck-Sammelalben, u. a. die Serie „Die Mäuschen“ für das Stollwerck-Sammelalbum No. 12 von 1911.
Florenz besuchte er ab 1911, um nach seinem Aufenthalt in Berlin 1913 seinen Militärdienst von 1914 bis 1918 zu versehen. In der Zeit 1915–1916 war er grafischer Mitarbeiter der Kriegszeitung der IV. Armee, die u. a. von F. Breest und Bernhard Breest gestaltet wurde. Als Lehrer (Professor) war er seit 1921 tätig und später Mitglied der Preußischen Akademie der Künste. Ein Schickschalsschlag war 1930 der Tod seiner 1890 geborenen Frau Anna geb. Breuer, die Stilllebenmalerin in Berlin war (sechs Ölbilder von ihr sind nachgewiesen).
In der Zeit des Nationalsozialismus war Plontke ein gefragter Künstler. Er trat zum 1. März 1933 der NSDAP bei (Mitgliedsnummer 1.498.809) und war 1939 auf der Großen Deutschen Kunstausstellung im Münchner Haus der Deutschen Kunst mit dem Bild Schlesisches Bauernmädchen vertreten. Bei der Ausstellung Deutsche Künstler und die SS 1944 in Breslau und Wien wurde ein Teil eines Frieses mit dem Titel „Deutsche Ernte“ präsentiert, der ursprünglich für eine Militärschule entworfen worden war. Unter den insgesamt drei Bildern (daher oft fälschlicherweise als Triptychon bezeichnet) befand sich das Gemälde „Die Familie“. In der Endphase des Zweiten Weltkriegs nahm ihn Adolf Hitler im August 1944 in die Gottbegnadeten-Liste der wichtigsten Maler auf, was ihn vor einem Kriegseinsatz, auch an der Heimatfront, bewahrte.  Am Ende des Zweiten Weltkrieges wurden 1945 viele seiner Werke zerstört. Aufgrund seiner herausragenden künstlerischen Stellung während der Zeit der Zeit des Nationalsozialismus erhielt er nach dem Krieg kaum noch öffentliche Aufträge von staatlicher Seite. Allerdings schätzte man sein künstlerisches Talent sowohl bei der evangelischen als auch bei der katholischen Kirche sehr, weshalb er dennoch gut beschäftigt war. Seit 1945 in Erlangen lebend, ist er dort 1966 auch verstorben.
Plontke erhielt 1914 den Großen Staatspreis der Preußischen Akademie der Künste, er war Mitglied im Verein der Plakatfreunde Berlin.

## Schüler
- ab 1912 bis 1924 (mit Kriegsunterbrechung) war Willy Schulz-Demmin Student bei ihm und Professor Arthur Kampf,
- 1923 bis 1925 war Antonio Piedade da Cruz Student und (ab 1924) Meisterschüler bei ihm, Professor Arthur Kampf und Professor Ferdinand Spiegel
- ab 1923 war Felix Nussbaum Student und anschließend bei Karl Hofer und ihm Meisterschüler an der Kunsthochschule Berlin-Charlottenburg,
- 1924 bis 1933 war Fritz Duda Student und Meisterschüler bei ihm und Carl Hofer an der Kunsthochschule Berlin-Charlottenburg.
- 1925 bis 1929 Ilse Fischer
- ab 1938 war Otto Knöpfer Student bei ihm an den Vereinigten Staatsschulen für freie und angewandte Kunst in Berlin,
- ab 1939 war Paul Herrmann bei ihm und Maximilian Klewer in der Ausbildung
- Zwischen 1922 und 1931 studierte der Berliner Maler Herbert Ortel Kunst und Kunstgeschichte bei Paul Plontke.

## Werke (Auswahl)
Gemälde
- Altarbild in der früheren Kapelle im Krankenhaus Hedwigshöhe in Berlin-Grünau
- Altarbilder in der katholischen Pfarrkirche St. Peter und Paul in Erlangen-Bruck (1948)
- Altargemälde in der Pfarrkirche St. Ludwig in Ansbach (1947/48)
- Altarblätter „Christus als Salvator“ und „Hl. Georg“ sowie Kreuzweg in der Kapelle zur Rosenkranzkönigin in Kümmersreuth (1948)
- Altargemälde „Maria von der immerwährenden Hilfe“ in der katholischen Filialkirche Frankendorf (1948, Entwurf in Gouache auf Papier ebenfalls vorhanden)
- Kreuzweg in der katholischen Filialkirche Frankendorf (1955)
- Altarblatt (1961) sowie zahlreiche weitere Gemälde (1956–1963) in der Pfarrkirche St. Johannes der Täufer in Uetzing
- Kreuzweg für die Kirche St. Matthias in Köln
- Mosaiken in der St.-Clemens-Kirche Berlin
- Mosaiken in der Pfarrkirche St. Norbert in Berlin
- Josephsaltar (1935) in der katholischen Pfarrkirche St. Joseph in Berlin-Siemensstadt[6]
- Andächtige, Öl auf Karton
- Dorflandschaft, Gemälde, Öl
- Florentiner Fuhrwerk, Gemälde
- Florentiner Madonna, Gemälde
- Häuser am Burgberg, Gemälde (1960), Öl auf Leinwand
- Kleine Madonna, Gemälde, Öl
- Madonna in Tischgesellschaft, im Besitz des Amt Schöneberg
- drei Aquarelle mit Ansichten einer Strasse in Brügge und Mecheln, im Besitz des Amtes Schöneberg
- Mädchen in roter Jacke, Gemälde, Öl
- Rummelplatz, im Besitz der Nationalgalerie Berlin
- Kreuzweg (1930) in der katholischen Heilig-Geist-Kirche in Berlin-Charlottenburg[7]

Buchschmuck
- Description du livre. Franz Schneider Verlag, ca. 1930.

Plakate
- Pelzwürfel Kriegsanleihe. Lithographie, entstanden 1917 in Berlin, Werkstatt W. Hagelberg AG, Berlin